# Traunsee-Labkraut
Das Traunsee-Labkraut (Galium truniacum), auch Traunsee-Glanz-Labkraut genannt, ist eine Pflanzenart der Gattung Labkräuter (Galium) in der Familie der Rötegewächse (Rubiaceae).

## Beschreibung
Das Traunsee-Labkraut wächst als ausdauernde krautige Pflanze und erreicht Wuchshöhen zwischen 25 und 40, selten bis zu 60 Zentimeter. Im Unterschied zu manchen ähnlichen Arten bildet die Pflanze keine Ausläufer. Der aufrechte Stängel ist derb, vierkantig und am Grund rötlich. Die 1 bis 2 Millimeter breiten und 8- bis 15-mal so langen wie breiten Laubblätter sind dünn, nicht fleischig mit glattem Rand, oberseits glänzend und besitzen, im Gegensatz zu anderen Arten der Gattung, keine zur Laubblattspitze gerichteten Stacheln.
Die stark spreizenden Blütenstiele sind 2,5 bis 7 Millimeter lang. Die blassgelben, abgerundeten Kronblätter besitzen eine aufgesetzte Grannenspitze. Die Frucht ist 1,5 bis 1,8 Millimeter lang.
Die Blütezeit reicht von Juni bis August.
Die Chromosomenzahl beträgt 2n = 22.

## Vorkommen
Das Traunsee-Labkraut ist nur in den nördlichen Kalkalpen von den Berchtesgadener Alpen bis zum Hochschwabgebiet verbreitet. In Österreich kommt es zerstreut in Nieder-, Oberösterreich und in Salzburg vor. In Deutschland ist es extrem selten.
Das Traunsee-Labkraut gedeiht nur über Kalkstein und Dolomit. Als Standort werden trockene, offene Schutt- und Gesteinsfluren bevorzugt.
Es kommt vor in Gesellschaften des Verbands Thlaspion rotundifolii.

## Systematik
Die Erstbeschreibung erfolgte 1910 durch Karl Ronniger in Exsicc. (Herb. Norm.), 51–52, 22 unter dem Namen Galium corrudifolium subsp. truniacum (Basionym). Karl Ronniger gab ihr 1913 in Schedae ad Floram Exsiccatam Austro-Hungaricum, 10, S. 52 den Rang einer Art als Galium truniacum.